# Papier okładkowy zwykły
Papier okładkowy zwykły – rodzaj papieru używany do drukowania okładek książek i czasopism, posiada matową, satynowaną lub jednostronnie gładką powierzchnię, jasną barwę, gramaturę od 100 g/m2.